# Herbert Richers (estudio)
Herbert Richers S.A. era un estudio de doblaje y subtitulado situado en la ciudad de Río de Janeiro, fundado por el empresario Herbert Richers. Fue uno de los primeros estudios de este tipo en Brasil. En su época de esplendor, doblaba una media de 150 horas de películas al mes, lo que correspondía a un total del 70% de las películas proyectadas en los cines del país.
Tenía uno de los mayores estudios de doblaje de América Latina, con una superficie de más de 10 mil m², situado en la región de Usina, en el barrio de Tijuca. Los estudios de grabación audiovisual también funcionaban en este mismo complejo. Antes de centralizar sus producciones en Projac, Rede Globo alquiló estos estudios y los rebautizó como Globo-Tijuca. Entre las telenovelas grabadas allí destacan Dancin Days y A Viagem.
Fue pionero en el campo de la doblaje en Brasil y se encargó del doblaje al portugués de muchas superproducciones de Hollywood, en particular películas de acción como las series Rambo, Rocky y Arma Letal, series de televisión estadounidenses populares como Los ángeles de Charlie, Buffy Cazavampiros, CSI: Miami y Friends y muchas series de dibujos animados como Popeye y Scooby-Doo. También produjo más de 55 películas brasileñas entre 1956 (Com Água na Boca) y 1975, y también participó en la doblaje de telenovelas mexicanas de Televisa como Rosa salvaje.
Tras la muerte de Herbert Richers en 2009, el estudio cerró sus actividades y el edificio fue vendido a un grupo de empresarios por 1,7 millones de reales. Con el aumento de los competidores en otras ciudades que ofrecían trabajos a precios más bajos, el estudio vio disminuir radicalmente sus ingresos. Hubo intentos de subastar los equipos para saldar varias deudas, pero no surtieron efecto, y el estudio cerró sus puertas debiendo más de 8 millones de reales en deudas laborales. El 2 de noviembre de 2012, el edificio sufrió un incendio.

## Carrera profesional de Herbert Richers
Afincado en Río de Janeiro desde 1942, ocho años después fundó Herbert Richers S.A., que se inició en el negocio de la distribución de películas.
La empresa fue una de las pioneras del doblaje en Brasil. Hoy en día es una de las mayores empresas del sector en el país, con una media de 150 horas de películas dobladas al mes, lo que representa el 70% de las películas que se proyectan en los cines brasileños. También cuenta con los mayores estudios de doblaje de América Latina, que ocupan más de 10 mil metros cuadrados.
Herbert Richers era un productor de cine de antiguas producciones en los años 50.
Conocedor de los estudios de Hollywood, se relacionó con los estudios de Walt Disney, que lo formaron en materia de doblaje. Trayendo a Brasil los conocimientos adquiridos allí, los aplicó a las películas y producciones de televisión en Brasil. Así, dobló muchas películas y series de televisión de Hollywood al portugués para el público brasileño, sobre todo películas de acción y series de televisión de gran éxito (véase más abajo).

## Vida personal y muerte
Murió el 20 de noviembre de 2009 a causa de una insuficiencia renal. Su hijo, Herbert Richers Jr., es también un destacado director en Brasil.

## Proyectos

### Telenovelas
- Alegrijes y rebujos
- Amigas e Rivais
- Amor Real
- La Otra
- La fea más bella
- La usurpadora
- Café com Aroma de Mulher
- Carita de Ángel
- Carrossel (telenovela)
- Viva às Crianças! – Carrossel 2
- Chiquititas (2006, 2007, 2008)
- Código Postal
- Cúmplices de um Resgate
- Entre El Amor y El Odio
- Esmeralda
- Lalola
- Luz Clarita
- Marimar
- María Mercedes
- María la del Barrio
- El Diario de Daniela
- El Privilegio de Amar
- La Pícara Sonhadora
- Los Ricos También Lloran
- Primer Amor A 1000 X Hora
- Quinceañera (telenovela)
- Rebelde
- Rosalinda
- Rosa salvaje

### Cartoons
- Animaniacs
- A Ratinha Valente
- As Aventuras de Tintin
- As Peripécias de um Ratinho Detetive
- As Tartarugas Ninja
- Bicrossers
- Capitão Planeta
- Caverna do Dragão
- Centurions
- Chaves em Desenho Animado
- Danny Phantom
- Dennis, o Pimentinha
- Digimon, Digimon 02 y Digimon Tamers
- Ducktales
- Em Busca do Vale Encantado
- Fievel: Um Conto Americano
- Galaxy Rangers
- Hamtaro
- He-Man
- Inspetor Bugiganga (redublaje)
- Johnny Bravo (temporadas 2, 3 y 4)
- Nossa Turma
- O Caldeirão Mágico
- O Cão e a Raposa
- O Ônibus Mágico (temporadas 1 y 2)
- O Novo Show do Pica-Pau
- Os Caça Fantasmas
- Os Dinossauros Voltaram
- Os Vegetais
- Mirmo Zibang
- Pole Position
- Popeye
- Primo Cruzado
- Pucca
- Rover Dangerfield: Uma Vida de Cachorro
- Scooby-Doo, Cadê Você?, Scooby-Doo e Scooby-Loo, O Pequeno Scooby-Doo
- Shaider
- She-ra
- Silverhawks
- Superamigos
- Super-Larry: As Aventuras Animadas
- Tenchi Muyo
- Thundercats
- Tonde Burin
- Tico e Teco e os Defensores da Lei
- Tom e Jerry: O Filme (TV dub version)
- Um Conto Americano: Fievel Vai Para o Oeste